# Trastorn del moviment
Els trastorns del moviment són síndromes clíniques amb un excés de moviment o una escassetat de moviments voluntaris i involuntaris, no relacionats amb la debilitat o l'espasticitat. Els trastorns del moviment són sinònims de malalties dels ganglis basals o malalties extrapiramidals.
Els trastorns del moviment es divideixen convencionalment en dues grans categories: hipercinètics i hipocinètics:
- Els trastorns del moviment hipercinètic es refereixen a la discinèsia o moviments involuntaris excessius, sovint repetitius, que interfereixen en el flux normal de l'activitat motora.
- Els trastorns del moviment hipocinètic es refereixen a l'acinèsia (manca de moviment), hipocinèsia (reducció de l'amplitud dels moviments), bradicinèsia (moviment lent) i rigidesa.

En els trastorns del moviment primari, el moviment anormal és la manifestació principal del trastorn. En els trastorns del moviment secundari, el moviment anormal és una manifestació d'un altre trastorn sistèmic o neurològic.

## Classificació
| Trastorns del moviment                                                                  | ICD-9-CM | ICD-10-CM |
| --------------------------------------------------------------------------------------- | -------- | --------- |
| Hipocinètics                                                                            |          |           |
| Malaltia de Parkinson (Parkinsonisme primari o idiopàtic)                               | 332      | G20       |
| Parkinsonisme secundari                                                                 |          | G21       |
| Síndromes de Parkinson atípic                                                           |          |           |
| Neurodegeneració associada a la pantotenat cinasa                                       |          | G23.0     |
| Oftalmoplegia supranuclear progressiva                                                  |          | G23.1     |
| Degeneració estriatonigral                                                              |          | G23.2     |
| Hipercinètics                                                                           |          |           |
| Distonia                                                                                |          | G24       |
| Distonia induïda per fàrmacs                                                            |          | G24.0     |
| Distonia familiar idiopàtica                                                            | 333.6    | G24.1     |
| Distonia no familiar idiopàtica                                                         | 333.7    | G24.2     |
| Distonia cervical                                                                       | 333.83   | G24.3     |
| Distonia orofacial idiopàtica                                                           |          | G24.4     |
| Blefaroespasme                                                                          | 333.81   | G24.5     |
| Altres distonies                                                                        |          | G24.8     |
| Altres trastorns del moviment extrapiramidal                                            |          | G25       |
| Tremolor essencial                                                                      | 333.1    | G25.0     |
| Tremolor induït per fàrmacs                                                             |          | G25.1     |
| Altra forma especificada de tremolor                                                    |          | G25.2     |
| Tremolor no especificat                                                                 |          | R25.1     |
| Mioclònia                                                                               | 333.2    | G25.3     |
| Opsoclònia                                                                              | 379,59   | H57       |
| Corea (moviment ràpid i involuntari)                                                    |          |           |
| Corea induïda per drogues                                                               |          | G25.4     |
| Corea reumàtica (Corea de Sydenham)                                                     |          | I02       |
| Corea de Huntington                                                                     | 333.4    | G10       |
| Balisme (moviments violents, involuntaris, ràpids i irregulars)                         |          | G25.85    |
| Hemibal·lisme (afecta només un costat del cos)                                          |          | G25.85    |
| Atetosi (torsió o torsió contorta)                                                      | 333.71   | R25.8     |
| Discinèsia (moviment anormal, involuntari)                                              |          |           |
| Discinèsia tardana                                                                      |          |           |
| Trastorn per dèficit d'atenció amb hiperactivitat (amb hiperactivitat)                  | 314.01   | F90       |
| Tics (involuntari, compulsiu, repetitiu, estereotipat)                                  |          | F95       |
| Síndrome de Tourette                                                                    |          | F95.2     |
| Tics induïts per drogues i tics d'origen orgànic                                        | 333.3    | G25.6     |
| Trastorn del moviment estereotípic                                                      |          | F98.5     |
| Moviment paroxístic nocturn de les extremitats                                          |          | G25.80    |
| Síndrome de cames (o braços) dolorosos, dits dels peus (o dits de les mans) en moviment |          | G25.81    |
| Síndrome de cames inquietes esporàdic                                                   |          | G25.82    |
| Síndrome familiar de cames inquietes                                                    |          | G25.83    |
| Síndrome de la persona rígida                                                           | 333.91   | G25.84    |
| Moviments anormals del cap                                                              |          | R25.0     |
| Rampa i espasme                                                                         |          | R25.2     |
| Fasciculació                                                                            |          | R25.3     |